# Artabotrys palustris
Artabotrys palustris är en kirimojaväxtart som beskrevs av Jean Laurent Prosper Louis och Raymond Boutique. Artabotrys palustris ingår i släktet Artabotrys och familjen kirimojaväxter. Inga underarter finns listade i Catalogue of Life.